# Wikipedia en portugués
La Wikipedia en portugués es la edición de Wikipedia en idioma portugués. Fue la quinta edición de Wikipedia en ser creada, en junio de 2001. Alcanzó los 50 000 artículos el 21 de mayo de 2005 y 1 millón el 26 de junio de 2018.

## Historia

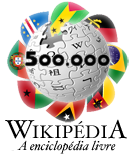
Logotipo de la Wikipedia en portugués cuando alcanzó los 500.000 artículos.

Logotipo de la Wikipedia en portugués cuando alcanzó 1.000.000 de artículos.

Desde finales de 2004, la edición creció rápidamente. Durante mayo de 2005 sobrepasó tanto a la española como a la italiana. Como comparación, cabe destacar que en mayo de 2004 ocupaba la posición 17.ª de la Wikipedia por número de artículos. A fecha de 1 de marzo de 2014, era la 14.ª Wikipedia más grande por número de artículos.
El 30 de julio de 2005 la Wikipedia en portugués alcanzó la cifra de 60 000 artículos, y los 95 000 en enero de 2006. El 26 de enero de 2006 superó los 100 000 artículos ese mismo año el 29 de noviembre alcanza los 200 000 artículos luego el 10 de octubre de 2007 alcanzó los 300 000 artículos el 22 de junio de 2008 los 400 000 artículos y el 12 de agosto de 2009 los 500 000 artículos. En este momento[cita requerida] cuenta con 1 145 942 entradas y es la 10 ª Wikipedia en número de artículos; tiene 3 206 475 usuarios, de los cuales 8668 son activos. Fue superada por la española el 5 de julio de 2009 y el 18 de diciembre de 2010 supera a la neerlandesa para ser superada por la Wikipedia en ruso el 23 de febrero de 2011 y luego por la neerlandesa nuevamente.
En octubre de 2020, la Wikipedia de habla portuguesa ocupó el decimoctavo lugar en número de artículos, cuenta con 1.048.915 artículos. Fue superada por la Wikipedia en español el 5 de julio de 2009, la Wikipedia rusa el 23 de febrero de 2011, la Wikipedia sueca en febrero de 2013, la Wikipedia vietnamita en junio de 2013, la Wikipedia samariana y la Wikipedia cebuana en septiembre de 2013 y por la Wikipedia china en febrero de 2018.
El 4 de octubre de 2020, la Wikipedia de habla portuguesa aprobó la restricción de editar entradas a editores registrados, con el objetivo principal de prevenir el vandalismo, convirtiéndose en la primera Wikipedia en aplicar esta restricción.

## Características
El idioma portugués en Wikipedia es diferente de la de inglés en una serie de aspectos:
- Para que una página sea eliminada de la Wikipedia en portugués, se puede llevar a eliminación rápida o páginas para eliminar. Los artículos en proceso de borrado se rigen no sobre un consenso, sino mediante una proporción de votos. Si la proporción de votos de borrar/ guardar alcanza un 2/3, se eliminará la página, y si no dicha, página no será eliminada. Esta decisión fue tomada a través de otro proceso de votación. La página de discusión se mantiene al menos durante siete días, después de que un administrador cierre la página si el debate ha alcanzado la proporción. En caso de que no, la discusión se prolongará durante siete días más. Los editores no necesariamente tienen que dar una razón para su voto, a pesar de que se necesita tener el derecho al voto. Para obtener este derecho al voto, los editores tienen que estar registrados, deben haber hecho cambios válidos por lo menos en los 90 días anteriores y deben tener al menos 300 ediciones válidas.
- El fair use (uso justo) de las imágenes siempre han sido prohibidas. Sin embargo, los debates que se han planteado en relación con la política de su uso justo, todos ellos al no tener la carga de este tipo de imágenes permitidas. En realidad, la carga de imágenes en la Wikipedia portuguesa ha sido completamente desactivada. Para añadir una imagen en un artículo, hay que crear una cuenta en Wikimedia Commons y luego vincularla a la página. Hay campañas en curso par el reencuentro de personas a favor y en contra. En febrero de 2009, el número de editores a favor es mayor que el número de editores en contra de ella. En agosto de 2009, sin embargo, un nuevo debate se planteó con el fin de que los usuarios aprobaran o negaran la creación de una política de subir medios de uso justo. Este debate dio como resultado 142 votos a favor (sí)  y 120 en contra (no), lo que significa la aprobación de la política, que se aplica desde entonces.
- El portugués también tiene importantes diferencias regionales en el vocabulario, la gramática y la ortografía. Se acepta que un artículo que esté escrito en portugués de Brasil se debe mantener como es, y lo mismo se aplica para los artículos en portugués europeo. Sin embargo, si se vuelve a escribir el artículo en otro dialecto (siempre que el contenido haya cambiado, no solo el idioma), no pueden dejarse palabras en el dialecto de la versión anterior.
- Es necesario llenar una imagen CAPTCHA para un usuario a hacer cualquier edición si el usuario no está utilizando un nombre de usuario registrado. Este procedimiento fue desactivado el 1 de enero de 2014.
- En 2020, tras una votación de la comunidad que duró del 4 de septiembre al 4 de octubre, la Wikipedia en portugués se convirtió en la primera Wikipedia que no permite ediciones por parte de usuarios no registrados.[2]

### Lengua portuguesa

Países donde Wikipedia en portugués es la versión más popular de Wikipedia (en rojo).

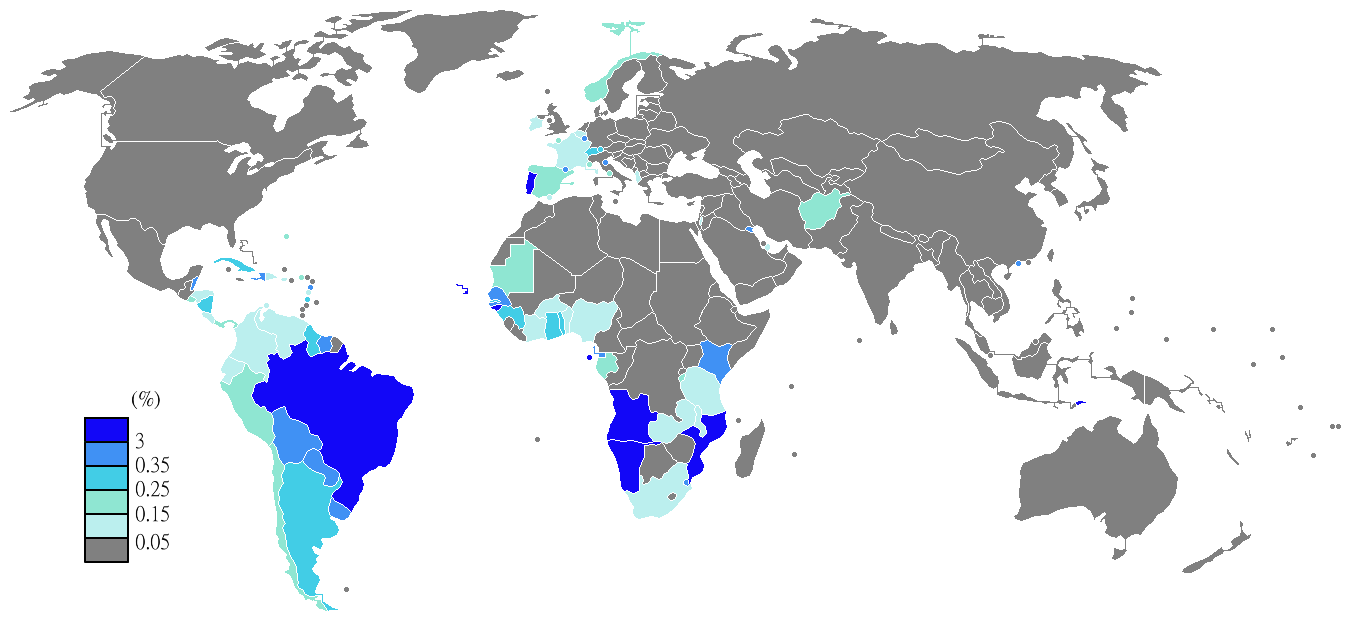
Mapa de los países que más accedieron a la Wikipedia en portugués en el período 2011-2012.

La Wikipedia en portugués cubre a hablantes de diferentes países y territorios de habla portuguesa (Angola, Brasil, Cabo Verde, Guinea-Bissau, Macao, Mozambique, Portugal, Santo Tomé y Príncipe y Timor-Leste) por lo que los artículos pueden contener variaciones menores. Idéntica situación ocurre, también, en el resto de Wikipedia de idiomas de difusión universal, como son las versiones en inglés y español. Para facilitar la convivencia de las diferentes versiones del idioma, así como mejorar la comprensión de los artículos, en Wikipedia en portugués se deben observar ciertas reglas:
- Los artículos deben respetar las reglas del portugués culto y formal. Consulte: ¿Qué es un artículo destacado?
- Deben evitar los regionalismos, africanismos, brasilenismos o lusismos que puedan dificultar la comprensión del texto por parte de un hablante de portugués de otra región o país.
- Cada artículo debe presentar una ortografía lo más homogénea posible.
- Los artículos con una fuerte afinidad por un país de habla portuguesa determinado deben estar escritos en la variante del idioma en uso en ese país. Ejemplos: Kwanza , en portugués angoleño; Amazon en portugués brasileño ; Implementación de la República Portuguesa en portugués europeo; etc.

Desde enero de 2009, la Wikipedia de habla portuguesa ha privilegiado el uso de reglas ortográficas resultantes del Acuerdo Ortográfico de 1990, firmado por los distintos países que tienen el portugués como idioma oficial, y que tiene como objetivo crear una ortografía unificada para el idioma. Las reglas del Acuerdo Ortográfico de 1945 continúan siendo aceptadas en Wikipedia en portugués y el Formulario Ortográfico de 1943 no se considera ortografía oficial, y los artículos escritos con las reglas exclusivas del Formulario pueden modificarse para ajustarse al Acuerdo Ortográfico de 1990.

## Evolución histórica

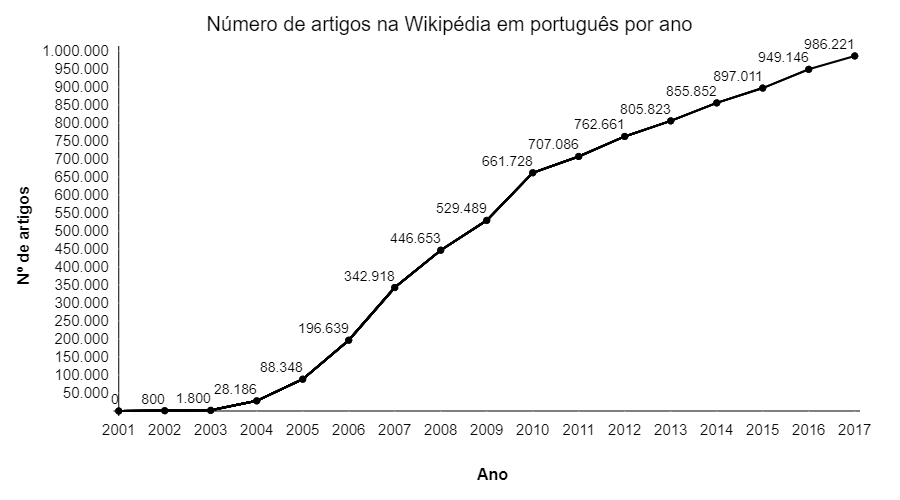
Gráfico de la evolución histórica de artículos.

- 22 de mayo de 2001: Primer wikipedista, llamado Joao Miranda.
- 1 de marzo de 2003: 1000 artículos.
- 22 de abril de 2004: 5 000 artículos.
- 9 de julio de 2004: 10 000 artículos.
- 21 de mayo de 2005: 50 000 artículos.
- 26 de enero de 2006: 100 000 artículos.
- 23 de junio de 2006: 150 000 artículos.
- 29 de noviembre de 2006: 200 000 artículos.
- 8 de abril de 2007: 250 000 artículos.
- 10 de octubre de 2007: 300 000 artículos.
- 31 de diciembre de 2007: 350 000 artículos.
- 22 de junio de 2008: 400 000 artículos.
- 9 de enero de 2009: 450 000 artículos.
- 12 de agosto de 2009: 500 000 artículos.
- 6 de marzo de 2010: 550 000 artículos.
- 17 de agosto de 2010: 600 000 artículos.
- 8 de octubre de 2011: 700 000 artículos.
- 15 de agosto de 2012: 750 000 artículos.
- 2 de octubre de 2013: 800 000 artículos.
- 21 de noviembre de 2014: 850 000 artículos.
- 29 de diciembre de 2015: 900 000 artículos.
- 21 de diciembre de 2016: 950 000 artículos.
- 26 de junio de 2018: 1 000 000 de artículos.
- 31 de enero de 2023: 1 100 000 artículos.